# Euphaedra plagiaria
Euphaedra plagiaria är en fjärilsart som beskrevs av Jacques Hecq 1980. Euphaedra plagiaria ingår i släktet Euphaedra och familjen praktfjärilar. Inga underarter finns listade i Catalogue of Life.